# Kvalifikace na Mistrovství světa ve fotbale 1978 (AFC a OFC)
Společná Kvalifikace na Mistrovství světa ve fotbale 1978 pro zóny AFC a OFC určila jednoho účastníka finálového turnaje.
V první fázi asijské kvalifikace bylo 22 týmů rozděleno (zejména podle geografických a politických kritérií) do pěti skupin po šesti, čtyřech, resp. třech týmech. Vítězové skupin následně postoupili do finálové fáze, kde se utkali v jedné skupině systémem dvoukolově každý s každým doma a venku. Vítěz této skupiny následně postoupil na MS.

## První fáze

### Skupina 1
- Srí Lanka se vzdala účasti.

| Poř. | Tým       | B | Z | V | R | P | VG | IG | +/- |
| ---- | --------- | - | - | - | - | - | -- | -- | --- |
| 1    | Hongkong  | 6 | 4 | 2 | 2 | 0 | 9  | 5  | 4   |
| 2    | Singapur  | 5 | 4 | 2 | 1 | 1 | 5  | 6  | -1  |
| 3    | Malajsie  | 4 | 4 | 1 | 2 | 1 | 7  | 6  | 1   |
| 4    | Indonésie | 3 | 4 | 1 | 1 | 2 | 7  | 7  | 0   |
| 5    | Thajsko   | 2 | 4 | 1 | 0 | 3 | 8  | 12 | -4  |

| Datum                    | Domácí    | Výsledek | Hosté     |
| ------------------------ | --------- | -------- | --------- |
| 27. února 1977, Singapur | Singapur  | 2 – 0    | Thajsko   |
| 28. února 1977, Singapur | Hongkong  | 4 – 1    | Indonésie |
| 1. března 1977, Singapur | Malajsie  | 6 – 4    | Thajsko   |
| 2. března 1977, Singapur | Singapur  | 2 – 2    | Hongkong  |
| 3. března 1977, Singapur | Indonésie | 0 – 0    | Malajsie  |
| 5. března 1977, Singapur | Hongkong  | 2 – 1    | Thajsko   |
| 6. března 1977, Singapur | Singapur  | 1 – 0    | Malajsie  |
| 7. března 1977, Singapur | Thajsko   | 3 – 2    | Indonésie |
| 8. března 1977, Singapur | Hongkong  | 1 – 1    | Malajsie  |
| 9. března 1977, Singapur | Singapur  | 0 – 4    | Indonésie |

Týmy Hongkong a Singapur se umístily na prvních dvou místech. O postupu do finálové fáze rozhodl rozhodující zápas.
| Datum                     | Domácí   | Výsledek | Hosté    |
| ------------------------- | -------- | -------- | -------- |
| 12. března 1977, Singapur | Hongkong | 1 – 0    | Singapur |

Hongkong postoupil do finálové fáze.

### Skupina 2
| Poř. | Tým         | B | Z | V | R | P | VG | IG | +/- |
| ---- | ----------- | - | - | - | - | - | -- | -- | --- |
| 1    | Jižní Korea | 6 | 4 | 2 | 2 | 0 | 4  | 1  | 3   |
| 2    | Izrael      | 5 | 4 | 2 | 1 | 1 | 5  | 3  | 2   |
| 3    | Japonsko    | 1 | 4 | 0 | 1 | 3 | 0  | 5  | -5  |

| Datum                      | Domácí      | Výsledek | Hosté       |
| -------------------------- | ----------- | -------- | ----------- |
| 27. února 1977, Ramat Gan  | Izrael      | 0 – 0    | Jižní Korea |
| 6. března 1977, Ramat Gan  | Izrael      | 2 – 0    | Japonsko    |
| 10. března 1977, Ramat Gan | Japonsko    | 0 – 2    | Izrael      |
| 20. března 1977, Soul      | Jižní Korea | 3 – 1    | Izrael      |
| 26. března 1977, Tokio     | Japonsko    | 0 – 0    | Jižní Korea |
| 3. dubna 1977, Soul        | Jižní Korea | 1 – 0    | Japonsko    |

Jižní Korea postoupila do finálové fáze.

### Skupina 3
- Irák se vzdal účasti.

| Poř. | Tým            | B | Z | V | R | P | VG | IG | +/- |
| ---- | -------------- | - | - | - | - | - | -- | -- | --- |
| 1    | Írán           | 8 | 4 | 4 | 0 | 0 | 8  | 0  | 8   |
| 2    | Saúdská Arábie | 2 | 4 | 1 | 0 | 3 | 3  | 7  | -4  |
| 3    | Sýrie          | 2 | 4 | 1 | 0 | 3 | 2  | 6  | -4  |

| Datum                       | Domácí         | Výsledek        | Hosté          |
| --------------------------- | -------------- | --------------- | -------------- |
| 12. listopadu 1976, Jeddah  | Saúdská Arábie | 2 – 0           | Sýrie          |
| 26. listopadu 1976, Damašek | Sýrie          | 2 – 1           | Saúdská Arábie |
| 7. ledna 1977, Rijád        | Saúdská Arábie | 0 – 3           | Írán           |
| 28. ledna 1977, Damašek     | Sýrie          | 0 – 1           | Írán           |
| 4. dubna 1977               | Írán           | 2 – 0 kontumace | Sýrie          |
| 22. dubna 1977, Shiraz      | Írán           | 2 – 0           | Saúdská Arábie |

Írán postoupil do finálové fáze.

### Skupina 4
- SAE se vzdaly účasti.

| Poř. | Tým     | B | Z | V | R | P | VG | IG | +/- |
| ---- | ------- | - | - | - | - | - | -- | -- | --- |
| 1    | Kuvajt  | 8 | 4 | 4 | 0 | 0 | 10 | 2  | 8   |
| 2    | Bahrajn | 2 | 4 | 1 | 0 | 3 | 4  | 6  | -2  |
| 3    | Katar   | 2 | 4 | 1 | 0 | 3 | 3  | 9  | -6  |

| Datum                  | Domácí | Výsledek | Hosté   |
| ---------------------- | ------ | -------- | ------- |
| 11. března 1977, Dauhá | Kuvajt | 2 – 0    | Bahrajn |
| 13. března 1977, Dauhá | Katar  | 2 – 0    | Bahrajn |
| 15. března 1977, Dauhá | Katar  | 0 – 2    | Kuvajt  |
| 17. března 1977, Dauhá | Kuvajt | 2 – 1    | Bahrajn |
| 19. března 1977, Dauhá | Katar  | 0 – 3    | Bahrajn |
| 21. března 1977, Dauhá | Katar  | 1 – 4    | Kuvajt  |

Kuvajt postoupil do finálové fáze.

### Skupina 5
| Poř. | Tým         | B | Z | V | R | P | VG | IG | +/- |
| ---- | ----------- | - | - | - | - | - | -- | -- | --- |
| 1    | Austrálie   | 7 | 4 | 3 | 1 | 0 | 9  | 3  | 6   |
| 2    | Nový Zéland | 5 | 4 | 2 | 1 | 1 | 14 | 4  | 10  |
| 3    | Tchaj-wan   | 0 | 4 | 0 | 0 | 4 | 1  | 17 | -16 |

| Datum                     | Domácí      | Výsledek | Hosté       |
| ------------------------- | ----------- | -------- | ----------- |
| 13. března 1977, Suva     | Austrálie   | 3 – 0    | Tchaj-wan   |
| 16. března 1977, Suva     | Tchaj-wan   | 1 – 2    | Austrálie   |
| 20. března 1977, Auckland | Nový Zéland | 6 – 0    | Tchaj-wan   |
| 23. března 1977, Auckland | Tchaj-wan   | 0 – 6    | Nový Zéland |
| 27. března 1977, Sydney   | Austrálie   | 3 – 1    | Nový Zéland |
| 30. března 1977, Auckland | Nový Zéland | 1 – 1    | Austrálie   |

Austrálie postoupila do finálové fáze.

## Finálová fáze
| Poř. | Tým         | B  | Z | V | R | P | VG | IG | +/- |
| ---- | ----------- | -- | - | - | - | - | -- | -- | --- |
| 1    | Írán        | 14 | 8 | 6 | 2 | 0 | 12 | 3  | 9   |
| 2    | Jižní Korea | 10 | 8 | 3 | 4 | 1 | 12 | 8  | 4   |
| 3    | Kuvajt      | 9  | 8 | 4 | 1 | 3 | 13 | 8  | 5   |
| 4    | Austrálie   | 7  | 8 | 3 | 1 | 4 | 11 | 8  | 3   |
| 5    | Hongkong    | 0  | 8 | 0 | 0 | 8 | 5  | 26 | -21 |

| Datum                       | Domácí      | Výsledek | Hosté       |
| --------------------------- | ----------- | -------- | ----------- |
| 19. června 1977, Hongkong   | Hongkong    | 0 – 2    | Írán        |
| 26. června 1977, Hongkong   | Hongkong    | 0 – 1    | Jižní Korea |
| 3. července 1977, Busan     | Jižní Korea | 0 – 0    | Írán        |
| 10. července 1977, Adelaide | Austrálie   | 3 – 0    | Hongkong    |
| 14. srpna 1977, Melbourne   | Austrálie   | 0 – 1    | Írán        |
| 27. srpna 1977, Sydney      | Austrálie   | 2 – 1    | Jižní Korea |
| 2. října 1977, Hongkong     | Hongkong    | 1 – 3    | Kuvajt      |
| 9. října 1977, Soul         | Jižní Korea | 1 – 0    | Kuvajt      |
| 16. října 1977, Sydney      | Austrálie   | 1 – 2    | Kuvajt      |
| 23. října 1977, Soul        | Jižní Korea | 0 – 0    | Austrálie   |
| 28. října 1977, Teherán     | Írán        | 1 – 0    | Kuvajt      |
| 30. října 1977, Hongkong    | Hongkong    | 2 – 5    | Austrálie   |
| 5. listopadu 1977, Kuvajt   | Kuvajt      | 2 – 2    | Jižní Korea |
| 11. listopadu 1977, Teherán | Írán        | 2 – 2    | Jižní Korea |
| 12. listopadu 1977, Kuvajt  | Kuvajt      | 4 – 0    | Hongkong    |
| 18. listopadu 1977, Teherán | Írán        | 3 – 0    | Hongkong    |
| 19. listopadu 1977, Kuvajt  | Kuvajt      | 1 – 0    | Austrálie   |
| 25. listopadu 1977, Teherán | Írán        | 1 – 0    | Austrálie   |
| 3. prosince 1977, Kuvajt    | Kuvajt      | 1 – 2    | Írán        |
| 4. prosince 1977, Soul      | Jižní Korea | 5 – 2    | Hongkong    |

Írán postoupil na Mistrovství světa ve fotbale 1978.